# ハブムカデ
ハブムカデは、南西諸島において大型のムカデに対して用いられる名称である。具体的にどの種を指すのかははっきりとしていない。

## 名前の由来
ハブがいる地域に多い事から「ハブムカデ」とつけられた。